# Gao Xuejie
Gao Xuejie (international oft in westlicher Namensreihenfolge Xuejie Gao zitiert) ist ein chinesischer Klimawissenschaftler. Er forscht am Institut für Atmosphärenphysik der Chinesischen Akademie der Wissenschaften.
Gaos Forschung verwendet Simulationsmodelle in der Klimaforschung. Er konnte damit bspw. zeigen, dass die Bevölkerung Chinas im Falle einer globalen Erwärmung starken Hitzewellen ausgesetzt sein wird.
Gao war u. a. am Fünften Sachstandsbericht des IPCC (2014) beteiligt. Er ist einer der Verfasser des Sonderberichts 1,5 °C globale Erwärmung des IPCC (2018).

## Veröffentlichungen (Auswahl)
- Xuejie Gao, Jeremy S. Pal und Filippo Giorgi: Projected changes in mean and extreme precipitation over the Mediterranean region from a high resolution double nested RCM simulation. In: Geophysical Research Letters. Band 33, Nr. 3, 2006, doi:10.1029/2005GL024954.
- Xuejie Gao und Filippo Giorgi: Increased aridity in the Mediterranean region under greenhouse gas forcing estimated from high resolution simulations with a regional climate model. In: Global and Planetary Change. Band 62, Nr. 3–4, 2008, S. 195–209, doi:10.1016/j.gloplacha.2008.02.002.
- Xuejie Gao, Ying Shi, Ruiyan Song, Filippo Giorgi, Yongguang Wang und Dongfeng Zhang: Reduction of future monsoon precipitation over China: Comparison between a high resolution RCM simulation and the driving GCM. In: Meteorology and Atmospheric Physics. Band 100, Nr. 1–4, 2008, S. 73–86, doi:10.1007/s00703-008-0296-5.